# Mexico International 2014
Die Mexico International 2014 im Badminton fanden vom 6. November bis zum 9. November 2014 in Tijuana statt.

## Sieger und Platzierte
| Disziplin    | Gold                            | Silber                        | Bronze                                         |
| ------------ | ------------------------------- | ----------------------------- | ---------------------------------------------- |
| Herreneinzel | Luis Ramón Garrido              | Lino Muñoz                    | Howard Shu                                     |
| Herreneinzel | Luis Ramón Garrido              | Lino Muñoz                    | Job Castillo                                   |
| Dameneinzel  | Haramara Gaitan                 | Cynthia González              | Mariana Ugalde                                 |
| Dameneinzel  | Haramara Gaitan                 | Cynthia González              | Nicole Marquez                                 |
| Herrendoppel | Job Castillo Antonio Ocegueda   | Arturo Hernández Lino Muñoz   | Humberto Aguirre Fajardo Victor Manuel Ramirez |
| Herrendoppel | Job Castillo Antonio Ocegueda   | Arturo Hernández Lino Muñoz   | Alistair Casey Kyle Emerick                    |
| Damendoppel  | Cynthia González Mariana Ugalde | Haramara Gaitan Sabrina Solis | Jaylene Forestier Genesis Valentin             |
| Damendoppel  | Cynthia González Mariana Ugalde | Haramara Gaitan Sabrina Solis | Nicole Marquez Karen Olaguez                   |
| Mixed        | Lino Muñoz Cynthia González     | Job Castillo Sabrina Solis    | Vicente Cisneros Adelina Quiñones              |
| Mixed        | Lino Muñoz Cynthia González     | Job Castillo Sabrina Solis    | Pedro Zapata Genesis Valentin                  |